# Dubai Tennis Championships 2008 - Qualificazioni singolare maschile
Le qualificazioni del singolare maschile del Dubai Tennis Championships 2008 sono state un torneo di tennis preliminare per accedere alla fase finale della manifestazione. I vincitori dell'ultimo turno sono entrati di diritto nel tabellone principale. In caso di ritiro di uno o più giocatori aventi diritto a questi sono subentrati i lucky loser, ossia i giocatori che hanno perso nell'ultimo turno ma che avevano una classifica più alta rispetto agli altri partecipanti che avevano comunque perso nel turno finale.
Le qualificazioni del torneo Dubai Tennis Championships  2008 prevedevano 16 partecipanti di cui 4 sono entrati nel tabellone principale.

## Teste di serie
1. Jan Minar (Qualificato)
2. Viktor Troicki (ultimo turno)
3. Assente
4. Joseph Sirianni (Qualificato)

1. Jan Hernych (Qualificato)
2. Wesley Moodie (ultimo turno)
3. Laurent Recouderc (ultimo turno)
4. Mikhail Ledovskikh (Qualificato)

## Qualificati
1. Jan Minar
2. Jan Hernych

1. Mikhail Ledovskikh
2. Joseph Sirianni

## Tabellone

### Legenda
| - Q = Qualificato - WC = Wild card - LL = Lucky loser | - ALT = Alternate - SE = Special Exempt - PR = Protected Ranking | - w/o = Walkover - r = Ritirato - d = Squalificato |

### Sezione 1
|  | Primo turno | Primo turno       | Primo turno  | Primo turno | Primo turno |  |  | Ultimo turno | Ultimo turno      | Ultimo turno      | Ultimo turno | Ultimo turno |  |
|  |             |                   |              |             |             |  |  |              |                   |                   |              |              |  |
|  | 1           | Jan Minar         | Jan Minar    | 6           | 6           |  |  |              |                   |                   |              |              |  |
|  |             | Gregory Howe      | Gregory Howe | 2           | 1           |  |  | 1            | Jan Minar         | Jan Minar         | 7            | 6            |  |
|  | 7           | Laurent Recouderc | 6            | 3           | 7           |  |  | 7            | Laurent Recouderc | Laurent Recouderc | 64           | 3            |  |
|  |             | George Bastl      | 4            | 6           | 64          |  |  |              |                   |                   |              |              |  |

### Sezione 2
|  | Primo turno | Primo turno    | Primo turno    | Primo turno | Primo turno |  |  | Ultimo turno | Ultimo turno   | Ultimo turno   | Ultimo turno | Ultimo turno |  |
|  |             |                |                |             |             |  |  |              |                |                |              |              |  |
|  | 2           | Viktor Troicki | Viktor Troicki | 6           | 6           |  |  |              |                |                |              |              |  |
|  |             | Ivo Klec       | Ivo Klec       | 4           | 2           |  |  | 2            | Viktor Troicki | Viktor Troicki | 4            | 5            |  |
|  | 5           | Jan Hernych    | Jan Hernych    | 6           | 6           |  |  | 5            | Jan Hernych    | Jan Hernych    | 6            | 7            |  |
|  |             | Nenad Zimonjić | Nenad Zimonjić | 4           | 4           |  |  |              |                |                |              |              |  |

### Sezione 3
|  | Primo turno  | Primo turno        | Primo turno        | Primo turno | Primo turno |  |  | Ultimo turno | Ultimo turno       | Ultimo turno       | Ultimo turno | Ultimo turno |  |
|  |              |                    |                    |             |             |  |  |              |                    |                    |              |              |  |
|  | Karim Alayli | Karim Alayli       | Karim Alayli       | 6           | 6           |  |  |              |                    |                    |              |              |  |
|  | Troy Gillham | Troy Gillham       | Troy Gillham       | 4           | 2           |  |  |              | Karim Alayli       | Karim Alayli       | 2            | 4            |  |
|  | 8            | Mikhail Ledovskikh | Mikhail Ledovskikh | 6           | 6           |  |  | 8            | Mikhail Ledovskikh | Mikhail Ledovskikh | 6            | 6            |  |
|  |              | Hamad Abbas Janahi | Hamad Abbas Janahi | 3           | 2           |  |  |              |                    |                    |              |              |  |

### Sezione 4
|  | Primo turno | Primo turno     | Primo turno | Primo turno | Primo turno |  |  | Ultimo turno | Ultimo turno    | Ultimo turno    | Ultimo turno | Ultimo turno |  |
|  |             |                 |             |             |             |  |  |              |                 |                 |              |              |  |
|  | 4           | Joseph Sirianni | 4           | 6           | 7           |  |  |              |                 |                 |              |              |  |
|  |             | Michael McClune | 6           | 0           | 62          |  |  | 4            | Joseph Sirianni | Joseph Sirianni | 6            | 6            |  |
|  | 6           | Wesley Moodie   | 6           | 3           | 6           |  |  | 6            | Wesley Moodie   | Wesley Moodie   | 1            | 4            |  |
|  |             | Paolo Lorenzi   | 3           | 6           | 3           |  |  |              |                 |                 |              |              |  |